# 河堤镇
河堤镇，是中华人民共和国河南省商丘市睢县下辖的一个镇。
原为河堤乡，2023年11月3日撤乡设镇。

## 行政区划
河堤镇下辖以下地区：
河东村、李彬集村、焦庄集村、河堤罗庄村、韩营村、杨贵楼村、丁庄村、孟桥村、张路渊村、殷庄村、张吾楼村、探花李村、博士李村、张庄村、河堤任庄村、邢庄村、邵楼村、党李村、马吾楼村、河南村、朱庄村、汤集村、马庄村、马路口村、李环溪村、郝庄村、马六村、河西村、姜庄村和孔庄村。